# قوة الجهراء
قوة الجهراء المجحفلة هي قوة عسكرية كويتية بحجم لواء تم تشكيلها في 15 أكتوبر 1973 بأمر العمليات الحربية رقم 3967 الصادر عن رئاسة الأركان العامة للجيش انيطت قيادة القوة بالمقدم علي محمد المؤمن، كلفت القوة بالذهاب إلى سوريا بعد اندلاع حرب أكتوبر حيث كان للكويت قوة عسكرية تتواجد في مصر فقررت أرسال قوات إلى سوريا، ضمت قوة الجهراء كتيبة دبابات فيكرز وكتيبة مشاة وجهزت القوة بمركبات استطلاع دايملر فيريت وناقلات جنود ألفيس ساراسن كما ألحقت بها سرية مغاوير وسرية مدفعية فرنسية إف-3 عيار 155 ملم ذاتية الحركة وسرية هاون 120 ملم وضم الرتل الإداري الثاني وحده 96 آلية منها 35 شاحنة محملة بالذخيرة  كما ضمت القوة سرية دفاع جوي تضم 270 فرد وحدات قنص دبابات بمدافع كارل جوستاف مضادة للدروع ووحدات هندسة وطبابة وإشارة إضافة إلى التشكيلات الإدارية الأخرى وتضم القوة أكثر من 3,000 عسكري
غادرت طلائع القوات الكويتية في 15 أكتوبر جوا فيما غادرت القوة الرئيسية عن طريق البر في 20 أكتوبر وتكاملت القوات في سوريا خلال 15 يوم في سوريا كلفت القوة بحماية دمشق واحتلت مواقعها بالقرب من السيدة زينب ثم ألحقت بعدها بالفرقة الثالثة في القطاع الشمالي في هضبة الجولان وظلت القوة في الأراضي السورية حتى 25 سبتمبر 1974

## هوامش
1. 1 2  اللواء حسين عيسى، ص.283
2. ↑  اللواء حسين عيسى، ص.220
3. ↑  اللواء حسين عيسى، ص.218
4. 1 2  اللواء حسين عيسى، ص.207